# Jaszczurzec
Jaszczurzec, saururus, wątlikłosek, jaszczurz (Saururus L.) – rodzaj roślin z rodziny saururowatych. Obejmuje dwa gatunki. We wschodniej Azji rośnie S. chinensis (na obszarze od Korei i Japonii na północy po Wietnam i Filipiny na południu), a we wschodniej i środkowej części Ameryki Północnej (od Kanady po Meksyk) rośnie S. cernuus. Oba gatunki to rośliny siedlisk bagiennych i płytkich wód. Lokalnie wykorzystywane są jako lecznicze, poza tym są uprawiane w ogrodach wodnych dla wonnych, białych kwiatów.

## Morfologia

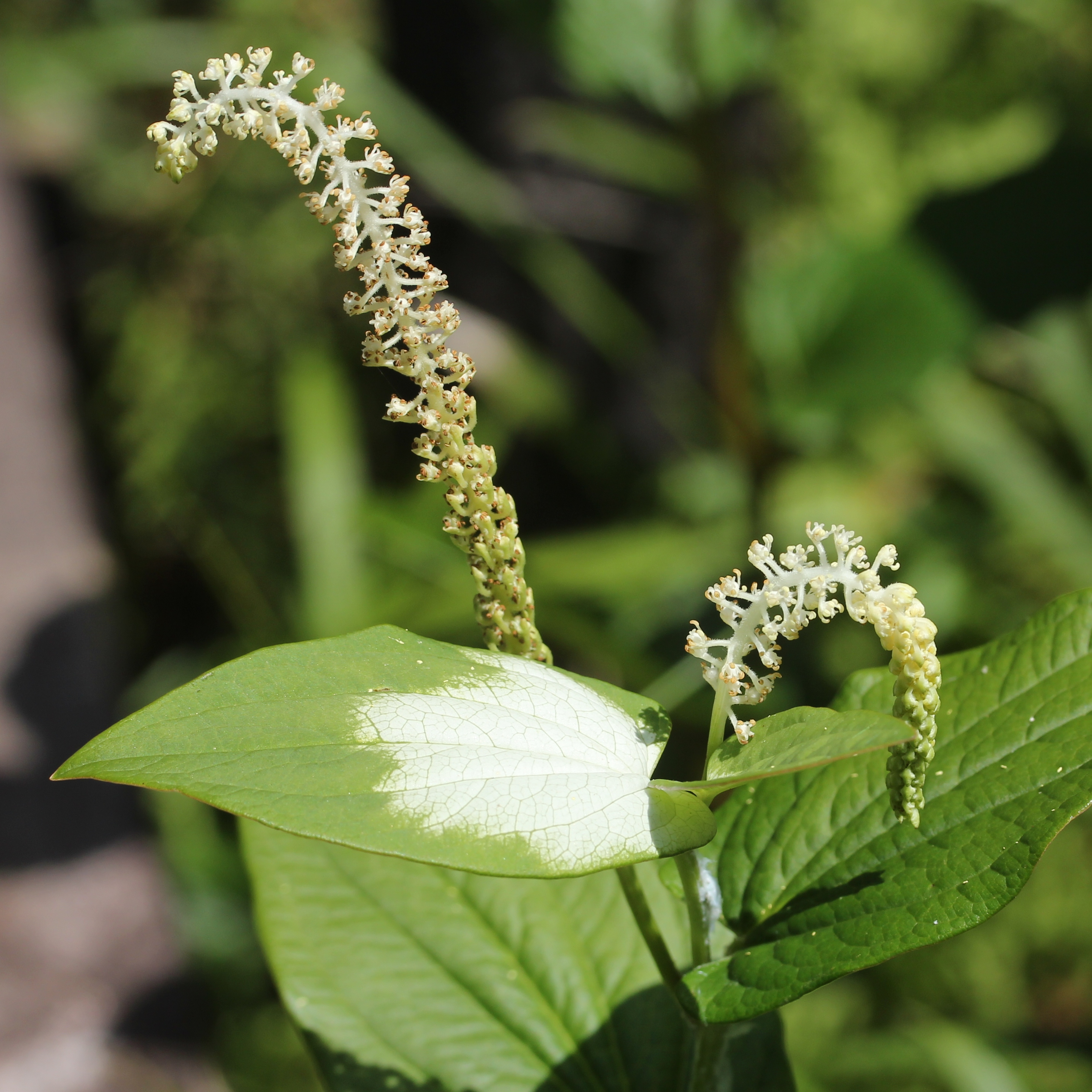
Saururus chinensis

PokrójByliny kłączowe o łodygach prosto wzniesionych i podnoszących się, pojedynczych lub rozgałęzionych, podłużnie prążkowanych. Rośliny aromatyczne, osiągające do 1,2 m wysokości.
LiścieSkrętoległe, pojedyncze, ogonkowe, z błoniastymi przylistkami. Blaszki liściowe całobrzegie, dłuższe od ogonków liściowych, o sercowatej nasadzie.
KwiatyW liczbie od 175 do 350 zebrane są w długie kłosokształtne grona wyrastające szczytowo na pędzie lub naprzeciw liścia. Podsadek pod kwiatostanem brak. Poszczególne kwiaty w kwiatostanie są drobne, pozbawione okwiatu i obupłciowe. Zabarwione są na biało i są wonne. Pręciki występują zwykle w liczbie 6 (rzadziej inna liczba od 3 do 8). Pręciki są dłuższe od słupka. Nitki pręcików są cienkie, łączą się z pylnikami od dołu. Pylniki otwierają się podłużnymi szczelinami skierowanymi na zewnątrz do wnętrza lub na boki. Słupek zbudowany jest z 3–5 owocolistków złączonych tylko u nasady. Zalążnie są górne, zawierają 2–4 zalążki, z których zwykle tylko jeden rozwija się w zarodek.  Szyjki słupków zwieńczone są zbiegającym po nich znamieniem.
OwoceRozłupnia rozpadająca się na rozłupki zawierające pojedyncze nasiono.

## Systematyka
Pozycja systematyczna
Jeden z czterech rodzajów rodziny saururowatych Saururaceae, dla której jest rodzajem typowym.
Wykaz gatunków
- Saururus chinensis (Loureiro) Baillon
- Saururus cernuus Linnaeus – jaszczurzec zwisły[8]

## Uprawa
Rośliny te wymagają stanowisk wilgotnych i słonecznych. Rozmnażane są z nasion wysiewanych wiosną i przez podział kłączy. Podczas surowych zim rośliny wymagają okrycia. S. chinensis jest gatunkiem bardziej wrażliwym na mróz.